# 锡耶纳赫兹大学
锡耶纳赫兹大学（Siena Heights University，又译锡耶纳高地大学）是美国密歇根州阿德里安镇的一所天主教私立大学。该校成立于1919年，曾为一所女子学院，到1969年才成为男女同校的学院。这所大学的校园不大，位于密歇根南部小镇阿德里安，距离底特律2小时车程、距离安阿堡和托莱多50分钟车程。但是它的校园是密歇根州第一个实现了无线网络全覆盖的大学校园。该校的体育队伍昵称为圣徒，参加NAIA（比NCAA的最低级别还低一级）的体育联赛。学校开设的专业包括音乐、艺术史、哲学、会计、心理学、计算机、物理、化学、数学、生物、环境学、神学、宗教科学、政治学、哲学、心理学、教育学、管理学、图像设计、历史等。該校發佈新聞稿表示在2025年到2026年的學期結束後，該校倒閉。

## 校園

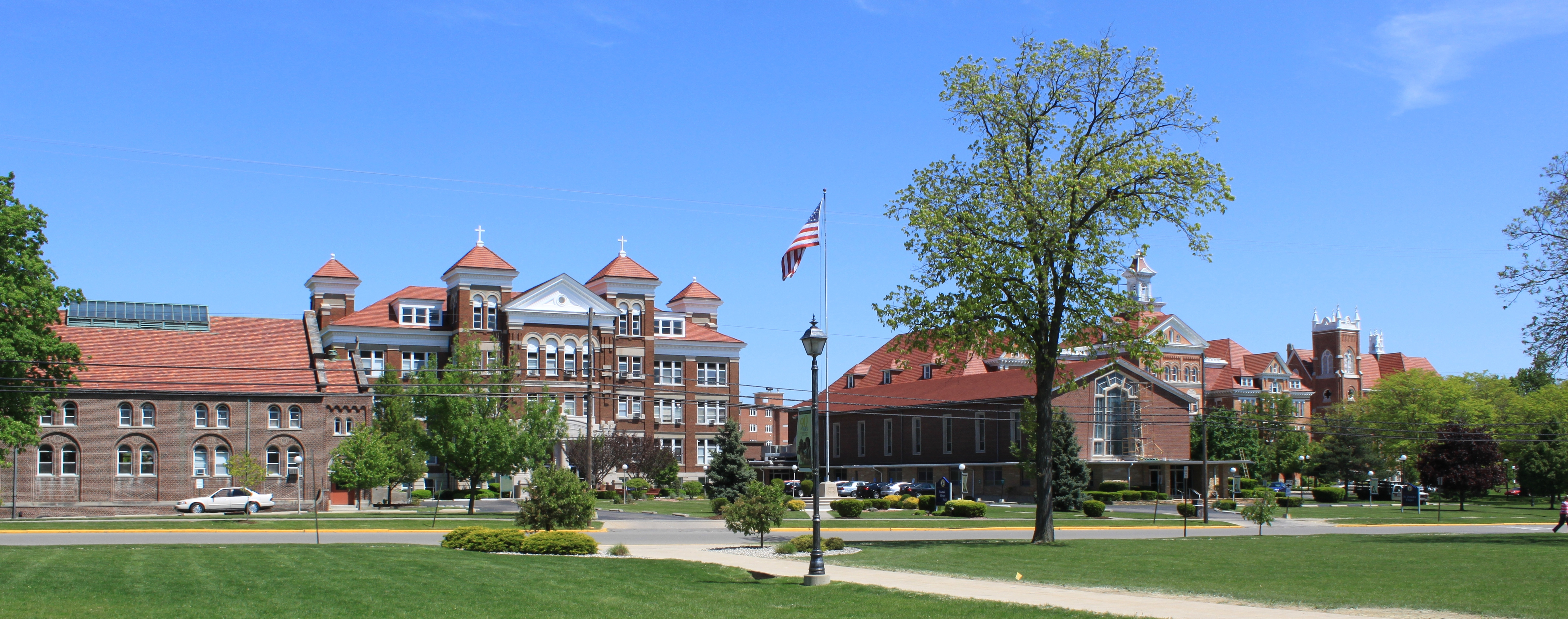
錫耶納赫茲大學

主校區內有17棟建築物，佔地55英畝。

## 排名
- 根據美國新聞與世界報導，該大學排在區域性大學第48名[6]。

## 校友
- 達雷爾·伊薩

## 國際交流
- 上海震旦职业学院[7]